# Душевна людина
«Свій в дошку» або «Душевна людина» (англ. Soul Man) — американський комедійний фільм 1986 року.

## Сюжет
Марк дуже радий, дізнавшись про зарахування на юридичний факультет Гарварда. Але його батько відмовляється платити за навчання. А єдина стипендія призначена для чорношкірого студента. Робити нема чого, і прийнявши спеціальні препарати, Марк перетворюється на негра.

## У ролях
- Сі Томас Хауелл — Марк Вотсон
- Рей Дон Чонг — Сара Волкер
- Ар'є Гросс — Гордон Блумфілд
- Джеймс Ерл Джонс — професор Бенкс
- Мелора Хардін — Вітні Данбар
- Леслі Нільсен — містер Данбар
- Енн Волкер — місіс Данбар
- Джеймс Сіккінг — Білл Вотсон
- Макс Райт — доктор Аронсон
- Джефф Альтман — Рей МакГрейд
- Джулія Луїс-Дрейфус — Ліза Стімсон
- Марі Чітхем — місіс Дороті Вотсон
- Воллес Ленгем — Баркі Брюер
- Ерік Шифф — Буї Фрейзер
- Рон Рейган — Френк
- Марк Нілі — Бред Смалл
- Девід Рейнольдс — Ерні
- Вулф Перрі — Леон
- Джеррі Павлон — Брюс Візарскі
- Лорел Грін — Зендель